# ウィリアム・フィッツアラン (第18代アランデル伯)
第18代（11代）アランデル伯ウィリアム・フィッツアラン（William Fitzalan, 18th (11th) Earl of Arundel, 1476年 - 1544年1月23日）は、イングランド貴族。1487年から1524年までマルトレイヴァース卿の称号を有した。

## 生涯
ウィリアムは、第17代アランデル伯トマス・フィッツアランと、初代リヴァーズ伯リチャード・ウッドヴィルの娘でエドワード4世の王妃エリザベス・ウッドヴィルの妹マーガレット・ウッドヴィル（1490年3月6日以前没）の息子である。
1501年以降、初代ウィロビー・ド・ブローク男爵ロバート・ウィロビーの娘エリザベス・ウィロビーと結婚し、1510年2月15日には第4代ノーサンバーランド伯ヘンリー・パーシーの娘アン・パーシーと結婚した。1524年、父トマスの死後、アランデル伯位を継承し、1526年には宮内長官となった。
ウィリアムは1533年、アン・ブーリンの戴冠式で鳩の笏を携え、後に1536年には彼女の裁判にも参加した。修道院の解散に伴い、ウィリアムはミシェルハム修道院を含むサセックスの広大な土地を与えられた。1544年に亡くなり、アランデル城に埋葬された。
アン・パーシーとの間に第12代アランデル伯となる唯一の息子ヘンリーをもうけた。